# Chiesa dei Santi Biagio ed Erasmo
La chiesa di San Biagio è la parrocchiale di Misano Monte, frazione del comune di Misano Adriatico, in provincia e diocesi di Rimini; fa parte del vicariato del Litorale Sud.

## Storia
La prima citazione della pieve di Misano Monte, attestata come plebe Sancti Heremi, risale al 997 ed è contenuta in un documento conservato presso l'archivio dell'arcidiocesi di Ravenna-Cervia nel quale si legge che due fratelli chiedevano il permesso di coltivare un campo situato entro il territorio sottoposto alla giurisdizione di detta pieve.
La chiesa, nota come plebe sci Erasmi, venne menzionata nuovamente nel 1069 in un atto relativo ad una donazione fatta a san Pier Damiani e al monastero di San Gregorio in Conca; anche nella bolla di papa Lucio II del 21 maggio 1144 la pieve è citata e da lì si apprende che era inserita nella diocesi di Rimini.
Nel XVIII secolo, con la soppressione delle circoscrizioni plebane, la chiesa divenne sede di un vicariato foraneo che si estendeva anche sulle parrocchie di Riccione e di Cattolica.
Nel 1854 l'antica pieve, ormai fatiscente, venne demolita per far sorgere al suo posto la nuova chiesa parrocchiale, che fu portata a termine nel 1891.
Nel 1990 iniziò un intervento di ristrutturazione della struttura, che venne completato nel 2012.

## Descrizione

### Esterno
La facciata a capanna della chiesa è anticipata da un pronao tetrastilo le cui colonne di mattoni sono di ordine dorico; al di sopra di questa struttura si apre una finestra di forma semicircolare, mentre il registro inferiore è tripartito da quattro paraste in laterizio.

### Interno
L'interno è ad un'unica navata, le cui pareti sono scandite da paraste in marmo e sulla quale si affacciano le cappelle laterali; l'area in cui l'aula incrocia il transetto è coperta dalla cupola, coperta da tiburio sorretto da quattro colonne.
Opere di pregio qui conservate sono il fonte battesimale in marmo, realizzato nel Cinquecento, la tela ritraente la Madonna con il Bambino con Santi, e la statua raffigurante San Giuseppe col Bambin Gesù, costruita nel XVIII secolo dai fratelli faentini Graziani.